# Jefferson Starship
I Jefferson Starship sono un gruppo rock californiano nato dallo scioglimento dei Jefferson Airplane.

## Storia

### Formazione e ideazione del progetto (1970 - 1973)
I Jefferson Starship sono una formazione nata per filiazione dai Jefferson Airplane, in occasione della pubblicazione dell'album Blows Against the Empire, uscito a nome "Paul Kantner & Jefferson Starship" nel 1970, registrato con il contributo di diversi musicisti della scena di San Francisco.
Per tre anni, fino al 1973, diversi progetti personali verranno portati avanti parallelamente agli Airplane, accompagnando la parabola discendente di questi ultimi, che vedrà comunque la pubblicazione di due album in studio (Bark nel 1971 e Long John Silver nel 1972) ed uno live, Thirty Seconds over Winterland, nel 1973.
Dopo la defezione del batterista Spencer Dryden e del cantante Marty Balin (uno dei fondatori degli Airplane) per dissidi personali ed artistici, e con il chitarrista Jorma Kaukonen e il bassista Jack Casady sempre più rivolti al country blues del loro nuovo gruppo Hot Tuna, i due membri originari rimasti nel gruppo cioè il cantante-chitarrista ritmico Paul Kantner e la sua compagna e cantante Grace Slick pubblicano in coppia Sunfighter, nel 1971, e Baron Von Tollbooth & the Chrome Nun nel 1973, accreditato anche a David Freiberg, ex bassista e cantante dei Quicksilver Messenger Service. Entrambi gli album vedono, come consuetudine nella scena  musicale di San Francisco degli anni sessanta, diversi ospiti, tra cui David Crosby, Graham Nash, Jerry Garcia, il violinista Papa John Creach, entrato nel gruppo al tempo degli ultimi dischi degli Airplane, ma in particolare tra i collaboratori del secondo si verrà a formare il nucleo vero e proprio dei Jefferson Starship, con John Barbata alla batteria, Craig Chaquico alla chitarra e Pete Sears al basso.

### Jefferson Starship (1974 - 1984)

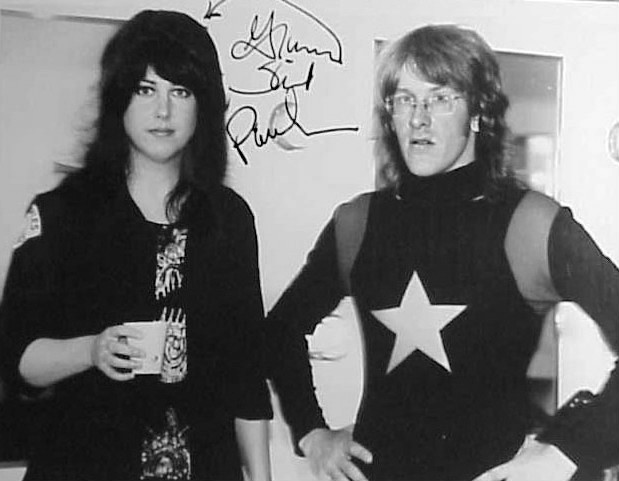
Grace Slick e Paul Kantner alla metà degli anni settanta.

Nel 1974, dopo il definitivo scioglimento degli Airplane, esce il secondo album a nome Jefferson Starship, Dragon Fly, a cui non collaborano più Kaukonen e Casady, ormai definitivamente impegnati negli Hot Tuna; l'album ottiene un buon riscontro commerciale, e registra anche la collaborazione di Marty Balin, che entrerà però ufficialmente a fare parte del gruppo solo a partire dall'album successivo, Red Octopus (1975), firmando tra l'altro un singolo, Miracles, che riscuoterà un enorme successo di vendite. Il periodo di favore commerciale prosegue negli anni successivi con la pubblicazione di Spitfire (1976) e di Earth (1978).
Marty Balin esce definitivamente dal gruppo e arriva il nuovo cantante Mickey Thomas; Grace Slick si ritira, il suo sodalizio con Paul Kantner, anche sentimentale, s'interrompe e la cantante all'inizio degli anni ottanta incide dischi da solista come Dreams (1980), Welcome to the Wrecking Ball! (1981) e Software del 1984.
La sua carriera come solista s'interromperà nel 1981 quando rientrerà nel gruppo che nel frattempo aveva inciso, con il solo Kantner membro storico del gruppo originario, Freedom at Point Zero (1979).
Dopo il ritorno della cantante incisero ancora due dischi, Winds of Change (1982) e Nuclear Furniture (1984).

### Starship (1985 - 1989)

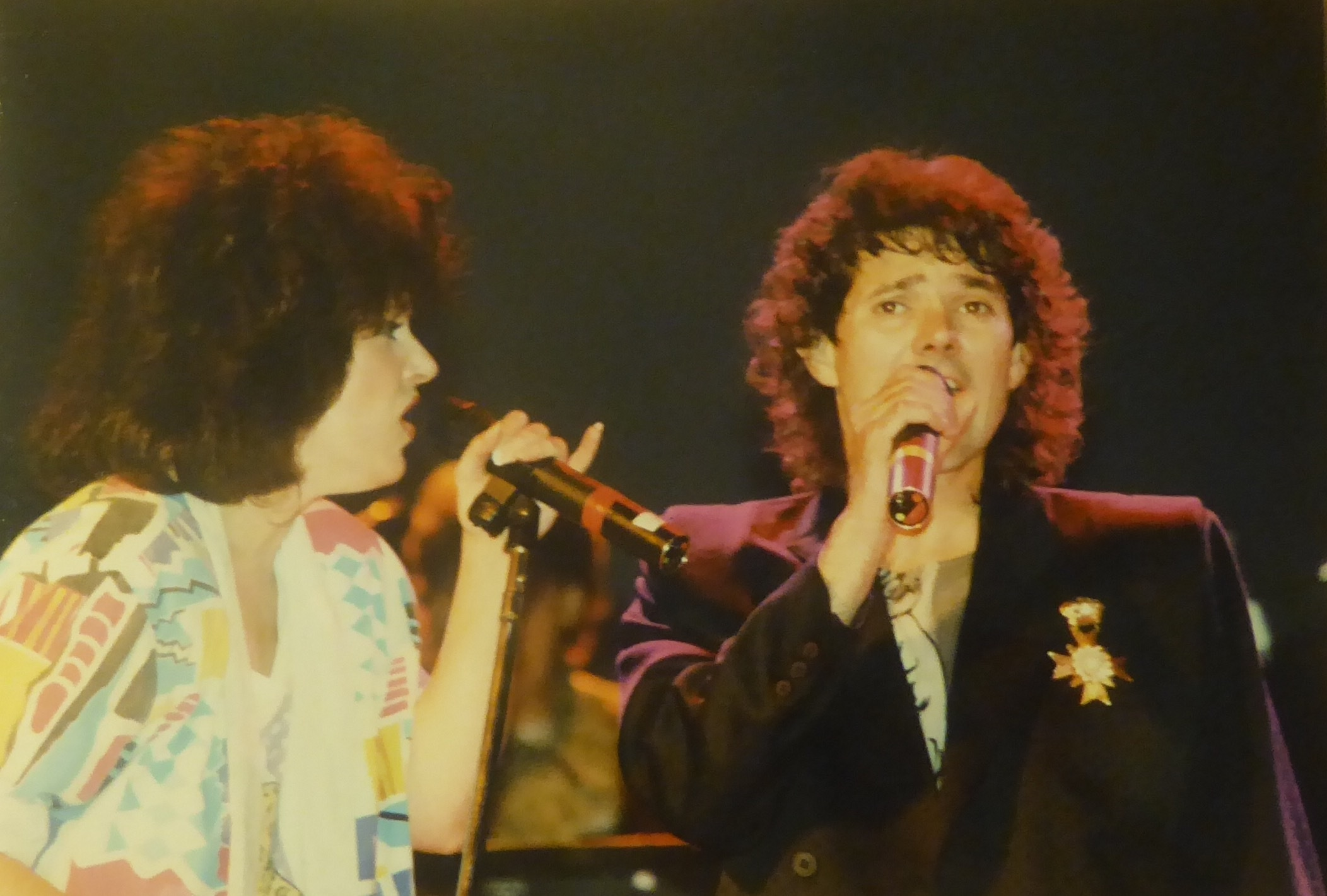
Grace Slick e Mickey Thomas dal vivo con gli Starship nel 1985.

Quando anche Kantner uscirà dal gruppo la sola Grace Slick rimarrà in rappresentanza dei Jefferson, assieme a Mickey Thomas, i quali cambieranno di nuovo nome assumendo quello di Starship.
Il nuovo gruppo incise due album all'insegna del hard rock e del pop come Knee Deep in the Hoopla  (1985) e No Protection (1987). Il brano di loro esecuzione Nothing's Gonna Stop Us Now venne incluso nella colonna sonora del film Mannequin.
Dopo l'abbandono di Grace Slick, ultimo residuo di quello che era stato uno dei gruppi più longevi del panorama rock, gli Starship incidono un ultimo album, Love Among the Cannibals (1989), prima di sciogliersi definitivamente.

### Anni recenti (1990 - oggi)
Negli anni novanta i Jefferson Starship sono tornati con due nuovi album, Deep Space/ Virgin Sky del 1995 
e Windows of Heaven del 1999.
Nel frattempo, con Diana Mangano al posto di Grace Slick, hanno continuato l'attività live, festeggiando nel 2005 con il tour "The Jefferson Family Galactic Reunion" i 40 anni dalla fondazione dei Jefferson Airplane: ospiti d'eccezione furono David Freiberg (cofondatore dei Quicksilver Messenger Service), Tom Constanten (tastierista originale dei Grateful Dead) e Country Joe McDonald.
Nel 2008 il tour estivo della band tocca l'Italia: la formazione si presenta senza bassista, con David Freiberg impegnato solo al canto e alla chitarra acustica, Paul Kantner voce e chitarra ritmica 6/12 corde, Cathy Richardson al canto e tre sessionmen alla chitarra solista, tastiere e batteria.
Paul Kantner è morto il 28 gennaio 2016, in seguito alle conseguenze di un attacco cardiaco. Nello stesso giorno è morta anche Signe Toly Anderson. Il gruppo prosegue con i concerti.

## Formazione

### Formazione attuale
- Cathy Richardson - voce (2008-presente)
- David Freiberg - chitarra (1974-1984; 2005-presente)
- Jude Gold - chitarra (2012-presente)
- Chris Smith - tastiere (1998-presente)
- Tom Lilly - basso (2000-2003;2020-presente)
- Donny Baldwin - batteria (1982-1984; 2008-presente)

### Ex componenti principali
- Grace Slick - voce (1974-1978;1981-1984)
- Paul Kantner - chitarra, voce (1974-1984;1992-2016; morto nel 2016)
- Jack Casady - basso (1992-2000)
- Craig Chaquico -  chitarra (1974-1984)
- Pete Sears - basso elettrico (1974-1984)
- Marty Balin - voce (1975-1978;1993-2008; morto nel 2018)
- Aynsley Dunbar - batteria (1978-82)
- Mickey Thomas - voce (1979-1984)
- Diana Mangano - voce (1992-2008)
- Anne Harris - violino (2008-2018)

## Discografia

### Album in studio
- 1974 - Dragon Fly
- 1975 - Red Octopus
- 1976 - Spitfire
- 1978 - Earth
- 1979 - Freedom at Point Zero
- 1981 - Modern Times
- 1982 - Winds of Change
- 1984 - Nuclear Furniture
- 1998 - Windows of Heaven
- 2008 - Jefferson's Tree of Liberty
- 2020 - Mother of the Sun